# ماترا بی‌ای‌ئی داینامیکس
شرکت ماترا بی‌ای‌ئی داینامیکس (به انگلیسی: Matra BAe Dynamics) در اوت ۱۹۹۶ با ادغام نیمی از بخش موشکی ماترا فرانسه و بی‌ای‌ئی داینامیکس (بخشی از بریتیش ایروسپیس) بریتانیا بر پا شد. این شرکت بزرگترین سازندهٔ موشک و پهپاد در اروپا بود.
بریتیش ایروسپیس قبلاً به دنبال ادغام بخش موشکی خود با تامسون سی ای اف بود. این دو شرکت اعلام کردند که برنامه‌ای برای ایجاد یک شرکت ترکیبی جدید با نام یوروداینامیکس در سال ۱۹۸۹ دارند. ولی پس از یک سال بررسی این توافق از میان رفت.
بر پایی ماترا بی‌ای‌ئی داینامیکس در سال ۱۹۹۷ با گرفتن ۳۰٪ از سهام ام ب د آ دویچلاند، یکی از شرکت‌های جانبی گروه ایرباس انجام شد. در سال ۲۰۰۲ ماترا بی‌ای‌ئی داینامیکس به شکرت سازندهٔ موشک آئروسپاسیال-ماترا (نیمهٔ دیگر بخش موشکی ماترا) و آلنیا مارکونی سیستمز (فقط بخش موشکی) ملحق شد و شرکت ام بی دی ای را پدید آورد.